# Israel Covyn
Israel Covyn (Antuérpia, 1582 – Antuérpia, 1665), foi um pintor holandês da Idade do Ouro. 

## Biografia
Segundo Houbraken, ele era o irmão mais velho do pintor Reynier Covyn. Ele pintou cenas do Spaens Heydinnetje, um livro popular de Jacob Cats vagamente baseado em uma das cenas pastorais de Dom Quixote, de Cervantes. Houbraken escreveu que ele era o pintor mais velho que conhecia na guilda de Dordrecht de São Lucas e que era membro de lá desde 1647. Houbraken lembrou-se dele no dia de São Lucas (18 de outubro) na mesa da aliança, usando uma grinalda de vinhas, uma antiga tradição que ainda estava em andamento quando Houbraken estava escrevendo em 1711.
Segundo o RKD, ele era o irmão mais velho de Reynier Covyn, mas nenhum trabalho conhecido sobrevive.